# Agnibilékrou
Agnibilékrou è una città, sottoprefettura e comune della Costa d'Avorio, situata nella regione di Indénié-Djuablin. È capoluogo dell'omonimo dipartimento e conta una popolazione di 99 501 abitanti (al censimento del 2021).